# Verluzza
Verluzza (in croato Mrlučica) è un isolotto disabitato della Croazia, situato lungo la costa occidentale dell'Istria, a nord del canale di Leme.
Amministrativamente appartiene al comune di Orsera, nella regione istriana.

## Geografia
Verluzza si trova a nord del porto di Orsera (luka Vrsar) e di punta Masseni, a nordovest di Val Piova (uvala Funtana) e a ovest di val Cagola o Cagole (uvala Kagula) e di val Ciabatta (uvala Fajban). Nel punto più ravvicinato, dista 445 m dalla terraferma.
Verluzza è uno scoglio di forma irregolare, orientato in direzione ovest-est, che misura 70 m di lunghezza e 25 m di larghezza massima e ha una superficie di 8150 m².

### Isole adiacenti
- Isole Salomone (otoci Salamon), coppia di isolotti situati circa 90 m a est di Verluzza.
- Ciabatta (Cavata), scoglio a forma di otto posto 590 m a est di Verluzza.

### Cartografia
- (HR) Mappa topografica della Croazia 1:25000, su preglednik.arkod.hr.